# El gringo (film 2012)
El gringo (El Gringo) è un film del 2012 diretto da Eduardo Rodriguez.

## Trama
Un uomo arriva in una cittadina chiamata El Fronteras con una borsa piena di contanti mentre prova a raggiungere Acapulco. Tuttavia deve fare i conti con le violenze da parte dei cittadini, in larga parte narcotrafficanti o in generale malavitosi legati ad un cartello, e dei poliziotti corrotti che gli impediranno di realizzare i suoi piani.